# Svet za zaposlovanje, socialno politiko, zdravje in varstvo potrošnikov
Svet za zaposlovanje, socialno politiko, zdravje in varstvo potrošnikov (mednarodna kratica: EPSCO) je konfiguracija Sveta Evropske unije. Sestaja se štirikrat na leto, dve srečanji se osredotočata na socialno politiko in zaposlovanje. EPSCO sestavljajo ministri za zaposlovanje, socialne zadeve, zdravje in potrošniško politiko iz vseh držav članic Evropske unije.
Ta svet si prizadeva za izboljšanje delovnih pogojev in ravni zaposlenosti. Hkrati zagotavlja tudi varstvo potrošnikov in zdravje ljudi v Evropski uniji.
Člani sveta iz Slovenije so minister za delo, družino, socialne zadeve in enake možnosti, minister za zdravje in minister za gospodarski razvoj in tehnologijo.